# New Axis Airways
New Axis Airways, tot 2006 bekend als Axis Airways, was een Franse chartermaatschappij. De maatschappij vloog op bestemmingen in Europa, Egypte en Israël vanaf haar hubs op de luchthavens van Marseille en Parijs–Charles de Gaulle. 
In 2009 heeft de maatschappij haar diensten gestaakt.

## Geschiedenis
New Axis Airways werd in Grenoble opgericht als Sinair. In juni 2000 werd de maatschappij verkocht aan Axis Partners en werd in februari 2001 omgedoopt tot Axis Airways. In oktober 2006 leek de maatschappij failliet te gaan, maar kon nieuwe investeerders vinden, waaronder Arkia Israeli Airlines. In 2008 werd de naam veranderd naar haar huidige naam, New Axis Airways.
Op 7 december 2009 hield de maatschappij op te bestaan.

## Vloot

### Laatste vloot

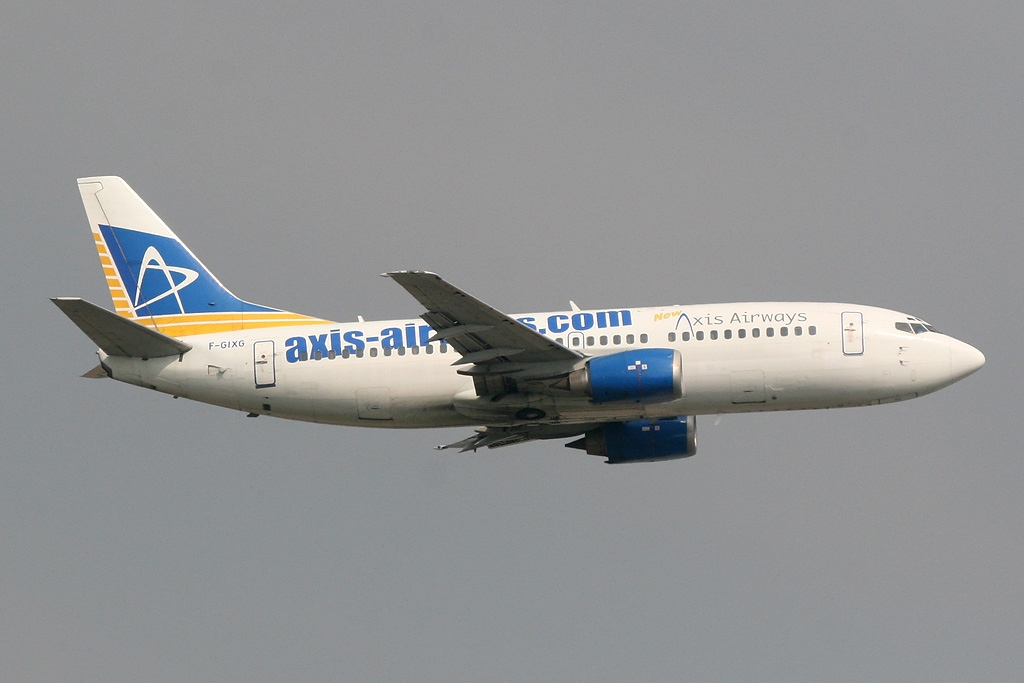
De Boeing 737-300 van New Axis Airways

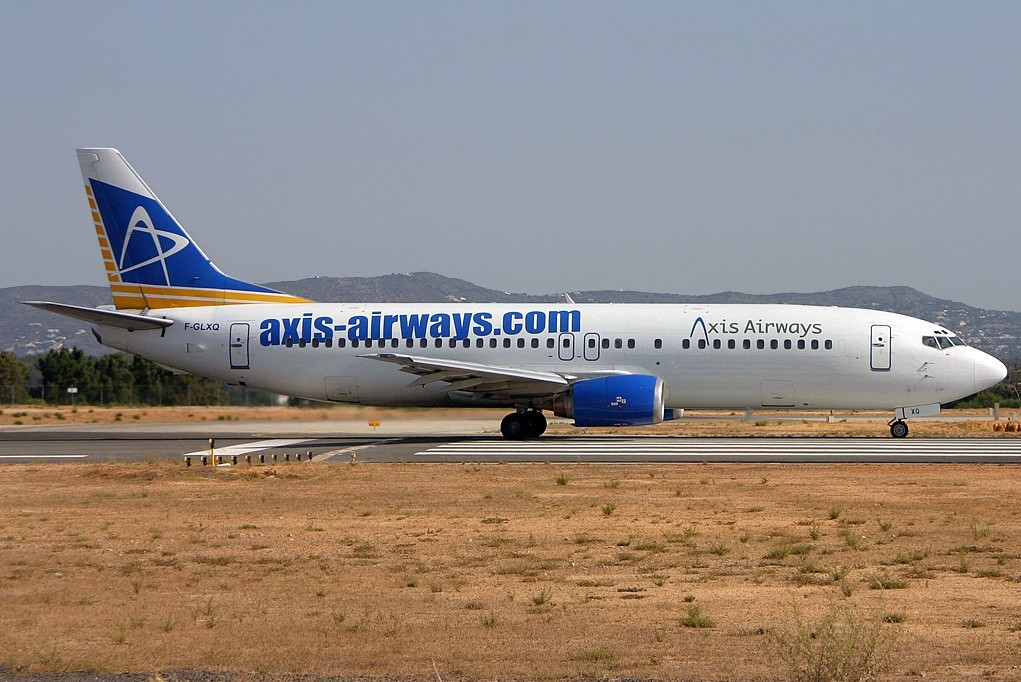
De Boeing 737-400 van New Axis Airways

De vloot van New Axis Airways bestond tijdens de opheffing uit de volgende toestellen (december 2009):
| Type           | In dienst | Orders | Opmerkingen     |
| -------------- | --------- | ------ | --------------- |
| Boeing 737-300 | 1         | —      | F-GIXG          |
| Boeing 737-400 | 1         | —      | F-GLXQ          |
| Boeing 737-800 | 2         | —      | F-GIRS & F-GZZA |
| Totaal         | 4         | —      |                 |

### Voormalige vloot
De vloot van New Axis Airways bestond ook uit de volgende toestellen:
| Type                        | Aantal | In dienst | Uitgefaseerd | Opmerkingen      |
| --------------------------- | ------ | --------- | ------------ | ---------------- |
| Boeing 737-200              | 1      | 2001      | 2002         | G-BYYF           |
| Boeing 737-300              | 3      | 2002      | 2007         |                  |
| Boeing 757-200              | 1      | 2005      | 2007         | Naar Oceanair    |
| British Aerospace 146-200QC | 2      | 2003      | 2006         | Naar TNT Airways |

| Voormalige Boeing 737-200 | Voormalige Boeing 757-200 | Voormalige British Aerospace 146-200QC |

## Bestemmingen
New Axis Airways vloog onder andere naar de volgende bestemmingen:
| Land        | Stad      | Luchthaven                          | Opmerkingen |
| ----------- | --------- | ----------------------------------- | ----------- |
| Egypte      | Caïro     | Internationale luchthaven van Caïro |             |
| Egypte      | Hurghada  | Luchthaven Hurghada                 |             |
| Egypte      | Luxor     | Luchthaven Luxor                    |             |
| Frankrijk   | Marseille | Aéroport Marseille Provence         | hub         |
| Frankrijk   | Parijs    | Aéroport de Paris-Charles de Gaulle | hub         |
| Griekenland | Iraklion  | Luchthaven Iraklion                 |             |
| Israël      | Eilat     | Luchthaven Ovda                     |             |
| Israël      | Tel Aviv  | Luchthaven Ben-Gurion               |             |
| Portugal    | Faro      | Aeroporto de Faro                   |             |